# Cefepime
Cefepime là một thuốc kháng sinh cephalosporin thế hệ thứ tư. Cefepime có phổ kháng khuẩn rộng với khả năng chống lại cả vi khuẩn Gram dương và Gram-âm, khả năng kháng khuẩn mạnh hơn các thuốc thế hệ thứ ba.
Cefepime được phát triển bởi công ty Bristol-Myers Squibbref và bắt đầu đưa vào thị trường từ năm 1994. Hiện tại nó là một thuốc thông thường và được bán dưới nhiều tên thương mại khác nhau trên thế giới.

## Chỉ định
Cefepime là thường được dùng để điều trị viêm phổi bệnh viện trung bình đến nghiêm trọng, nhiễm trùng gây ra bởi nhiều vi khuẩn đa kháng kháng sinh (ví dụ như Pseudomonas aeruginosa) và điều trị theo kinh nghiệm với sốt hạ bạch cầu.
Cefepime có khả năng chống lại nhiều mầm bệnh quan trọng, bao gồm Pseudomonas  aeruginosa, Tụ cầu vàng, và phế cầu đa kháng. Khả năng diệt khuẩn dòng Enterobacteriaceae. Trong khi các cephalosporin khác bị thoái hoá bởi plasmid- và nhiễm sắc thể trung gian beta-lactamase, cefepime lại ổn định và điều trị bước một với nghi ngờ hoặc chắc chắn nhiễm Enterobacteriaceae. 

### Phổ kháng khuẩn
Cefepime là một cephalosporin phổ rộng và đã được sử dụng để điều trị viêm phổi, nhiễm trùng da và đường tiết niệu. Một số trong những vi khuẩn bao gồm Pseudomonas, Escherichia, và họ Streptococcus. Nồng độ kìm khuẩn tối thiểu (MIC) ở một số vi khuẩn gây bệnh đáng chú ý:
- Escherichia coli: ≤0.007 – 128 μg/ml
- Pseudomonas aeruginosa: 0.06 – >256 μg/ml
- Streptococcus pneumoniae: ≤0.007  – >8 μg/ml

## Hóa học
Sự kết hợp giữa cầu hình syn-của nhóm methoxyimino và nhóm  aminothiazolyl giúp thuốc chống lại tác dụng của enzyme  β-lactamase sản xuất trước nhiều vi khuẩn.  Nhóm N-methylpyrrolidine tăng khả năng xâm nhập vào các vi khuẩn Gram-âm. Những yếu tố trên giúp cefepime chống lại những vi khuẩn đa kháng kháng sinh như Pseudomonas aeruginosa và Staphylococcus aureus.